# Rubrivirga profundi
Rubrivirga profundi es una especie de bacteria gramnegativa del género Rubrivirga. Fue descrita en el año 2016. Su etimología hace referencia a profunda. Es inmóvil y anaerobia facultativa. Tiene forma de bacilo de 0,7 μm de ancho por 1,8-3,0 μm de largo. Forma colonias rojo claro, circulares, convexas y lisas tras 5 días de incubación en agar MA. Temperatura de crecimiento entre 4-42 °C, óptima de 25 °C. Catalasa y oxidasa positivas. Tiene un contenido de G+C de 66,2%. Se ha aislado de aguas marinas a 3.000 m de profundidad en el Océano Pacífico.